# Credit Suisse

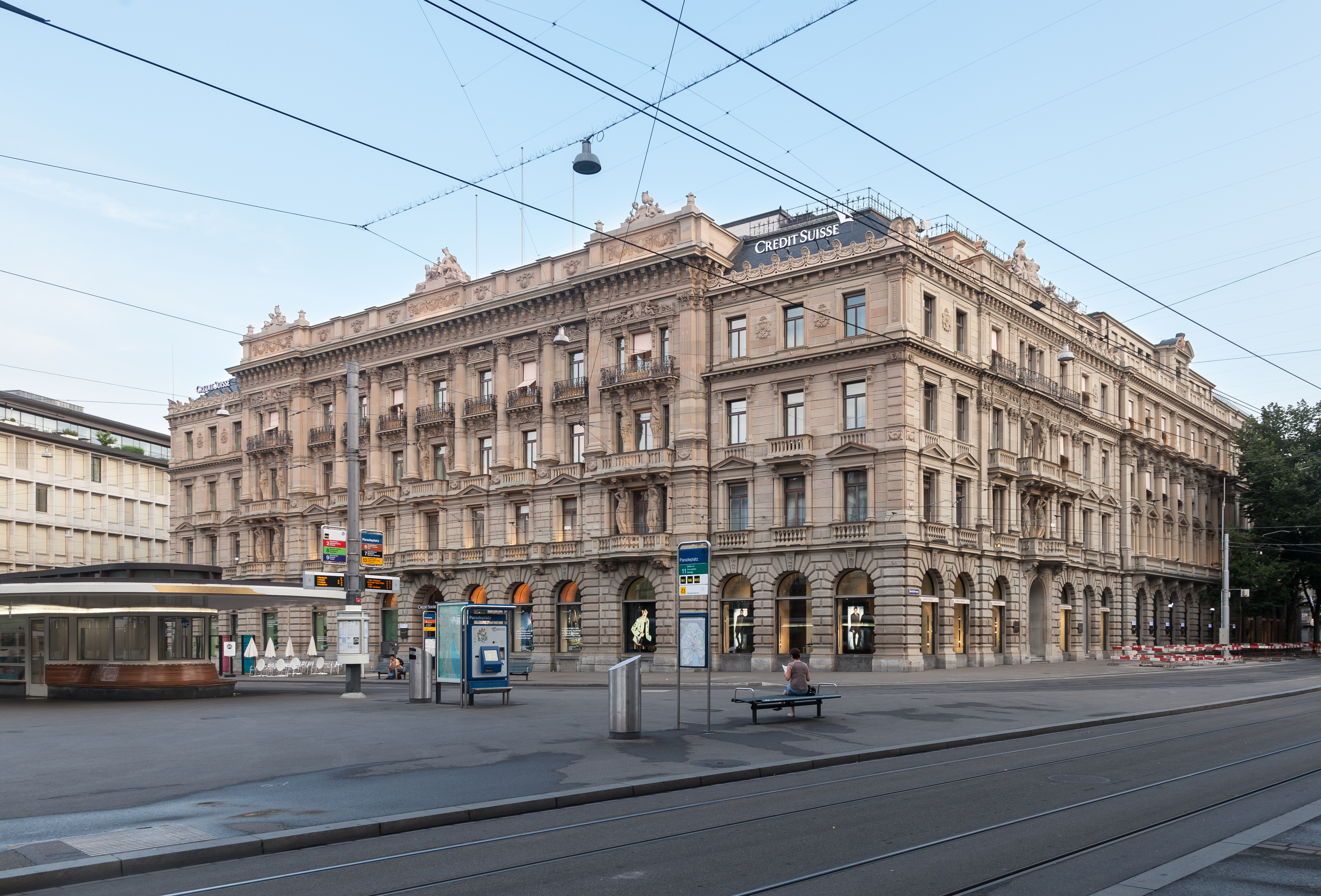
Ehemaliger Hauptsitz am Paradeplatz in Zürich

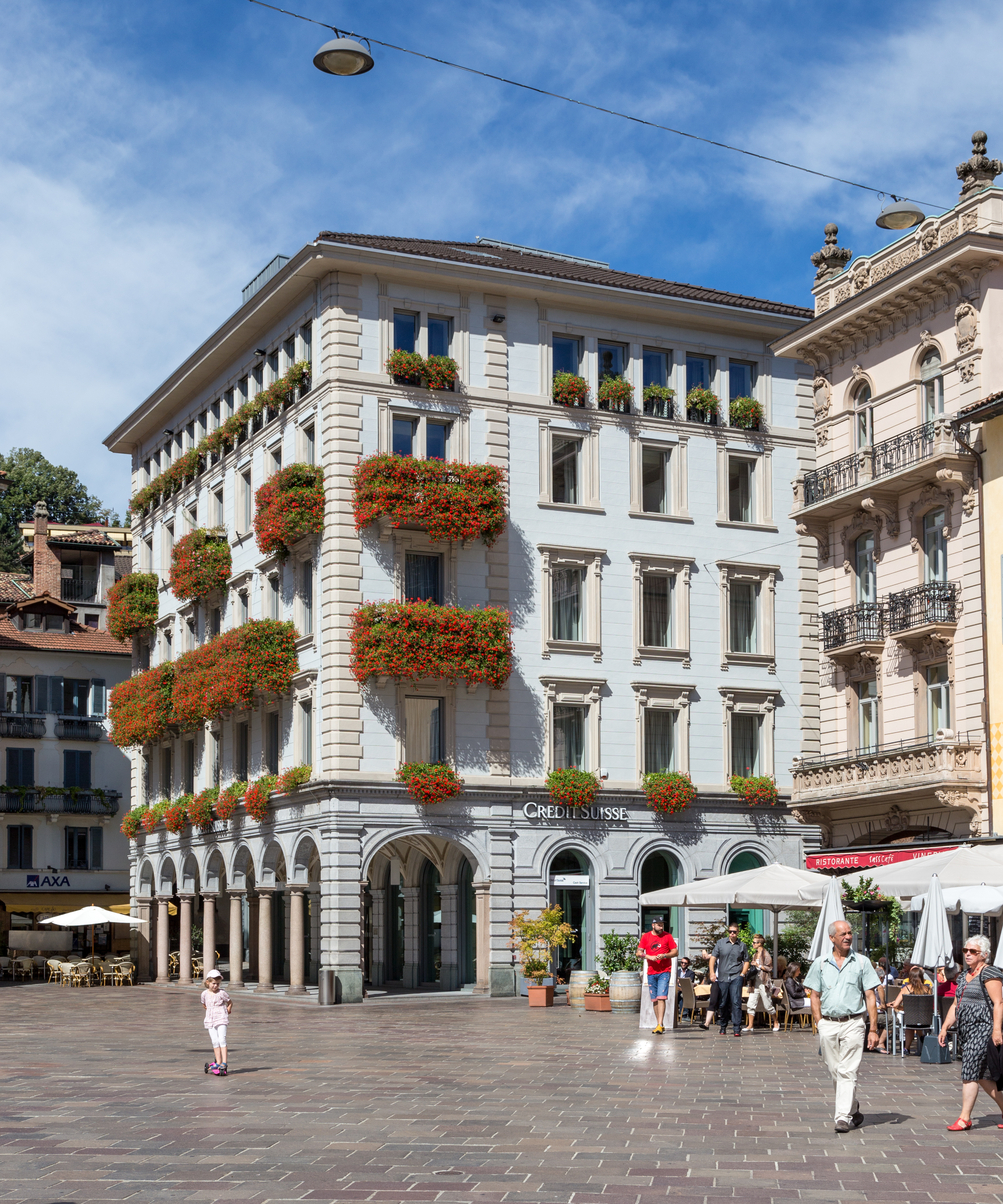
Credit Suisse in Lugano (2013)

Die Credit Suisse AG [kʁe.di sɥis AG], kurz CS AG (ehemals Schweizerische Kreditanstalt, kurz SKA), war eine Schweizer Grossbank mit Sitz in Zürich.
Nach einer schweren Bankenkrise wurde am 19. März 2023 die Übernahme des Mutterunternehmens, der Credit Suisse Group AG, durch die Konkurrentin UBS Group AG bekanntgegeben. Der Bundesrat beschloss dafür umfangreiche Finanzhilfen. Die Übernahme wurde am 12. Juni 2023 vollzogen, sie führte im Mai 2024 zur Fusion der Credit Suisse AG mit der UBS AG. Per 1. Juli 2024 legte die UBS auch das Schweizer Geschäft ihrer Töchter Credit Suisse (Schweiz) AG und UBS Switzerland AG zusammen. Mehr als eine Million Kundenbeziehungen sollen auf die UBS-Systeme migriert werden, mehrheitlich im Jahr 2025.

## Geschichte

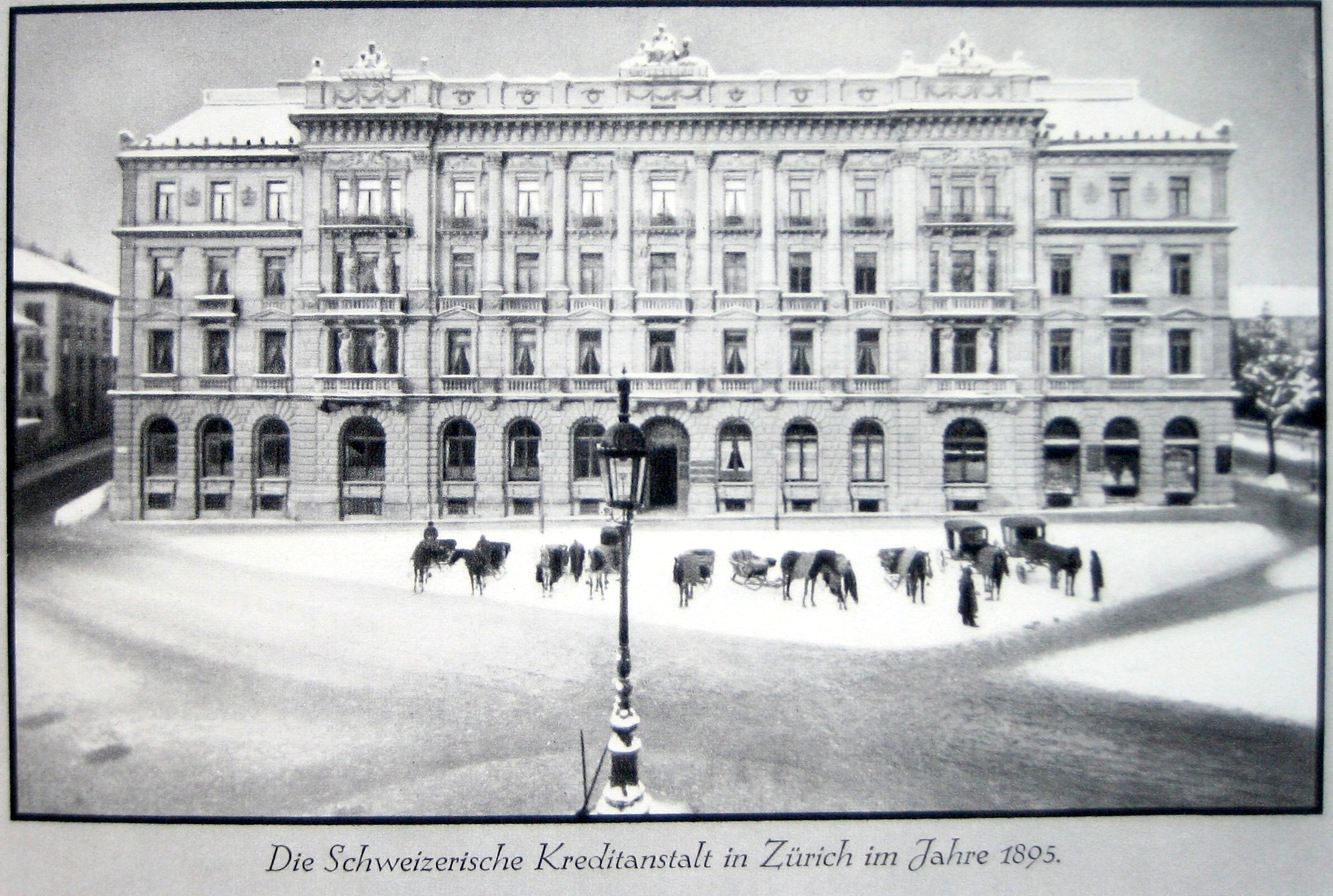
Die Schweizerische Kreditanstalt (SKA), 1895

### Schweizerische Kreditanstalt (SKA), 1856

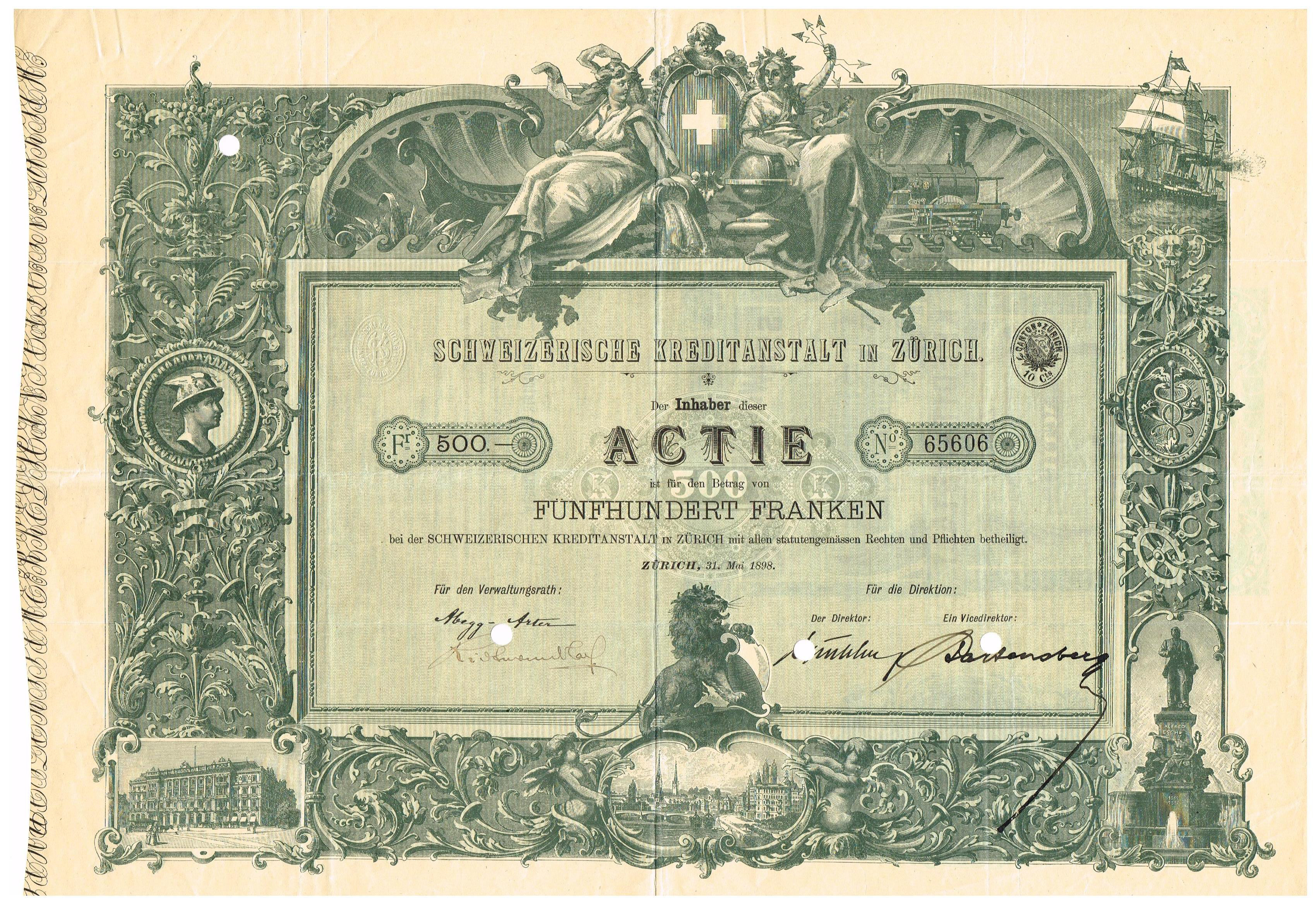
Aktie der SKA vom 31. Mai 1898 über 500 Franken

Am 5. Juli 1856 gründete Alfred Escher gemeinsam mit der Allgemeinen Deutschen Kreditanstalt, welche 50 % des Eigenkapitals hielt, die Schweizerische Kreditanstalt (SKA) – die heutige Credit Suisse – und machte damit Zürich zum führenden Bankenstandort und Wirtschaftszentrum der Schweiz. Der Hauptsitz der SKA und der späteren CS befand sich seit 1873 am Paradeplatz im Zentrum von Zürich. 1895 lancierte die SKA das Effekten-Kursblatt, das als erste regelmässig erscheinende Bankpublikation der Welt betrachtet wird. 1944 wurde es in bulletin umbenannt und war seither das an Kunden, Anspruchsgruppen und weitere Interessierte gerichtete Magazin der Bank.
Mit der Eröffnung der ersten Filiale in Basel 1905 begann die Expansion der SKA in der Schweiz, die hauptsächlich durch die Übernahme von Regionalbanken erfolgte. Die ersten Filialen in der französisch- und der italienischsprachigen Schweiz wurden 1906 in Genf und 1913 in Lugano eröffnet.
Nach der Eröffnung der ersten Vertretung in New York 1870 gründete die SKA weltweit an verschiedenen Standorten Vertretungen, so in Paris (1910), London (1954), Buenos Aires (1959), Hongkong (1969) oder Bahrain (1975), zunächst unter SKA International. 1964 erhielt die Filiale der SKA in New York eine Lizenz als Universalbank in den Vereinigten Staaten.
Der «Fall Chiasso» – aufgedeckt von Max Mabillard und Roger de Weck – brachte 1977 der SKA den grössten Verlust ihrer Geschichte ein. Die Leiter der SKA-Filiale von Chiasso hatten mit Unterstützung von Tessiner Anwälten und Politikern jahrelang Gelder aus Italien unrechtmässig nach Liechtenstein verschoben. Unter dem Druck dieser Krise wandelte sich die SKA vom Zürcher Traditionsinstitut zum internationalen Finanzdienstleister.

### CS Holding, 1982
Die Zusammenarbeit der SKA mit der 1932 als Tochter der First National Bank of Boston gegründeten First Boston Corporation begann 1978. 1988 entstand die CS First Boston Inc. in New York. Die CS Holding wurde 1982 als Schwestergesellschaft der SKA geschaffen, um verschiedene Beteiligungen zusammenzufassen. 1989 wurde die SKA als Tochtergesellschaft in die CS Holding integriert. 1990 erhielt die CS Holding die Mehrheitskontrolle an der CS First Boston und wurde zur ersten nichtamerikanischen Gesellschaft mit einer Mehrheitsbeteiligung an einer US-Investmentbank. 1992 trennte sich die SKA durch ein Management-Buy-out vom Wirtschaftsprüfungs- und Beratungsunternehmen KPMG Fides Peat (heute KPMG AG), an dem sie seit 1928 mehrheitlich beteiligt war.
Zu den letzten wichtigen Übernahmen der SKA in der Schweiz zählen die Akquisitionen der Bank Leu 1990 und der Schweizerischen Volksbank 1993. Die Schweizerische Volksbank (damals einzigartig als Genossenschaft und nicht als AG strukturiert) war damals die viertgrösste Bank der Schweiz, während die SBG (Schweizerische Bankgesellschaft) und der Schweizerische Bankverein (SBV) die Positionen 1 und 2 innehatten. SBG und SBV fusionierten später zur heutigen UBS.

### Credit Suisse Group, 1997
1996 beschlossen die CS Holding und die Winterthur, eine Allianz einzugehen, um gemeinsame Absatzmöglichkeiten für ihre Produkte zu erschliessen. 1997 wurde die CS Holding zur Credit Suisse Group mit vier Geschäftseinheiten: Credit Suisse, Credit Suisse Private Banking, Credit Suisse First Boston und Credit Suisse Asset Management. Im selben Jahr erfolgte der Zusammenschluss der Credit Suisse Group und der Winterthur.
2004 gab die Gruppe bekannt, die Winterthur fortan als Finanzbeteiligung zu führen und für eine mögliche Kapitalmarkttransaktion vorzubereiten. Am 14. Juni 2006 wurde der Verkauf der Winterthur an die französische AXA-Gruppe bekanntgegeben.
Seit Januar 2006 trat die Credit Suisse als integrierte globale Bank mit drei Geschäftsbereichen – Investment Banking, Private Banking, Asset Management – unter einem einzigen Markennamen Credit Suisse auf. Am 1. Januar 2007 wurden alle bisherigen Credit-Suisse-Töchter im Bereich Private Banking, Bank Leu, Clariden Bank, Bank Hofmann, BGP Banca di Gestione Patrimoniale und Credit Suisse Fides, zur Clariden Leu vereinigt, der nun fünftgrössten Privatkundenbank der Schweiz. 2012 wurde die Clariden Leu wiederum mit der Credit Suisse fusioniert.
Während der Weltfinanzkrise 2007–2008 konnte die Bank ihr Fortbestehen ohne direkte staatliche Unterstützung sicherstellen. Nach dem G-20-Gipfel 2009 änderte die Credit Suisse ihre Vergütungsrichtlinien.
2010 rückte die Bank in Deutschland in den Fokus von Ermittlungen der Strafverfolgungsbehörden im Zusammenhang mit dem Kauf einer Steuer-CD mit Datensätzen von mutmasslichen Steuersündern durch das Land Nordrhein-Westfalen wegen vermuteter Beihilfe von Mitarbeitern zur Steuerhinterziehung. Im September 2011 einigte sich die Credit Suisse mit der Staatsanwaltschaft Düsseldorf. Gegen eine Zahlung von 150 Millionen Euro (ca. 181 Millionen Franken) stellte die Staatsanwaltschaft die Ermittlungen gegen die Mitarbeiter der Bank ein. Entsprechende Anträge zur Einstellung des Verfahrens reichte die Staatsanwaltschaft beim Landgericht Düsseldorf ein. In diesem Zusammenhang wurde auch eine interne PowerPoint-Präsentation der Credit Suisse bekannt, die zeigte, dass die Bank selbst davon ausging, dass mehr als 80 Prozent ihrer deutschen Kunden unversteuertes Geld angelegt hatten.
2010, 2011 und 2012 wurde die Credit Suisse vom Magazin Euromoney als beste Privatbank weltweit ausgezeichnet. Euromoney verlieh diese Auszeichnungen aufgrund der Ergebnisse ihrer jährlichen Private-Banking-Umfrage.
Im Juli 2012 wurde durch Presseberichte bekannt, dass in Deutschland gegen mehrere tausend deutsche Kunden der Bank, die von der Schweiz aus betreut wurden, Ermittlungen liefen. Ihnen wurde vorgeworfen, mittels Schein-Versicherungsverträgen, sogenannten Insurance Wrappers (Versicherungsmäntel), Milliarden von Euro am deutschen Fiskus vorbeigeschleust zu haben. Die Produkte wurden von der Tochtergesellschaft Credit Suisse Life & Pensions auf Bermuda entwickelt und von 2004/05 bis 2009 angeboten. Gegen die Bank wurde nicht ermittelt.
Im Rechtsstreit mit der US-amerikanischen Aufsichtsbehörde Federal Housing Finance Agency (FHFA) als Konservatorin der Baufinanzierer Fannie Mae und Freddie Mac einigte sich Credit Suisse am 22. März 2014 in einem Vergleich zur Zahlung von 885 Millionen US-Dollar. Damit wurden Ansprüche aus zwei Klagen wegen falscher oder unvollständiger Angaben beim Verkauf von Residential Mortgage-backed Securities (RMBS) im Umfang von rund 16,6 Milliarden US-Dollar zwischen 2005 und 2007 beglichen.
Am 20. Mai 2014 bekannte sich die Credit Suisse gegenüber den USA der Beihilfe zur Steuerflucht amerikanischer Bürger schuldig und aussergerichtlich bereit, dafür eine Strafe von insgesamt 2,815 Milliarden Dollar zu zahlen, davon 2 Milliarden an das US-Justizministerium.
2015 kritisierte Verwaltungsrat Jean-Daniel Gerber bei seinem Rücktritt intern das Geschäftsgebaren der Credit Suisse deutlich.
2021 wurde die 1999 gegründete Wincasa AG an die Immobiliengesellschaft Swiss Prime Site verkauft.
Die Credit Suisse Group AG beschäftigte umgerechnet in Vollzeitäquivalent 50'480 Mitarbeiter (Stand Ende 2022), davon 16'700 in der Schweiz. Die Bank verwaltete weltweit CHF 1252 Milliarden Vermögen (Stand März 2023) und beschäftigte dafür rund 3600 Kundenberater. Das Unternehmen war in die regional ausgerichteten Divisionen Swiss Universal Bank (SUB), International Wealth Management und Asia Pacific unterteilt. Per Ende 2022 wies die Credit Suisse eine Bilanzsumme von 531,358 Milliarden Schweizer Franken aus. Der Verlust betrug 7,3 Milliarden Franken.
Die Aktien der Credit Suisse Group AG (CSGN) waren bis zur Übernahme durch die UBS Group AG an der Schweizer Börse SIX Swiss Exchange und als American Depositary Share (CS) an der New York Stock Exchange (NYSE) kotiert.

### Credit Suisse (Schweiz) AG, 2016
Im November 2016 wurde auf Grund der Too-Big-To-Fail-Vorschriften der Eidgenössischen Finanzmarktaufsicht das schweizerische Geschäft in die neu gegründete Bank Credit Suisse (Schweiz) AG übertragen, für die ursprünglich ein teilweiser Börsengang im Jahr 2018 geplant war. Diese neue Bank übernahm von der Credit Suisse AG deren bisherige Instituts-Identifikation 4835 und den BIC CRESCHZZXXX. Per Ende November 2020 wurde die bis anhin eigenständige Tochtergesellschaft Neue Aargauer Bank im Rahmen von Umstrukturierungen in die Credit Suisse (Schweiz) AG integriert. Am 26. Oktober 2020 wurde die Direktbank CSX lanciert.
Zur Credit Suisse (Schweiz) AG gehörte die auf Privatkredite und Leasing spezialisierte Bank-now. Darüber hinaus war die Credit Suisse (Schweiz) AG mit der Tochtergesellschaft Fides Treasury Services AG im internationalen Multibank- und Service-Bureau-Markt tätig. Swisscard AECS GmbH war ein Joint Venture der Credit Suisse (Schweiz) AG und von American Express.
Im Zuge der überarbeiteten Zahlungsdiensterichtlinie (PSD2) hatte Credit Suisse vor, den Open-Banking-Hub von SIX zu nutzen, um Drittanbietern Zugriff auf die Bankkonto-Daten zu ermöglichen. Um mit den Neobanken zu konkurrieren, wurde 2019 die Einheit «Direct Banking» gegründet. Ab Juli 2020 wurden die Maestro-Karten durch Debit Mastercards ersetzt und im September 2020 die App CSX lanciert.
Im November 2022 wurde bekannt, dass Credit Suisse 14 von 109 CS-Filialen bis Ende Februar 2023 schliessen wollte. Nach der Zusammenlegung des Schweizer Geschäfts in der Credit Suisse (Schweiz) AG und der UBS Switzerland AG per 1. Juli 2024 sollen von den 95 Filialen der CS und den 190 Filialen der UBS im Jahr 2025 noch insgesamt 194 Filialen bleiben.

### Liquiditätsengpass und Übernahme, 2023

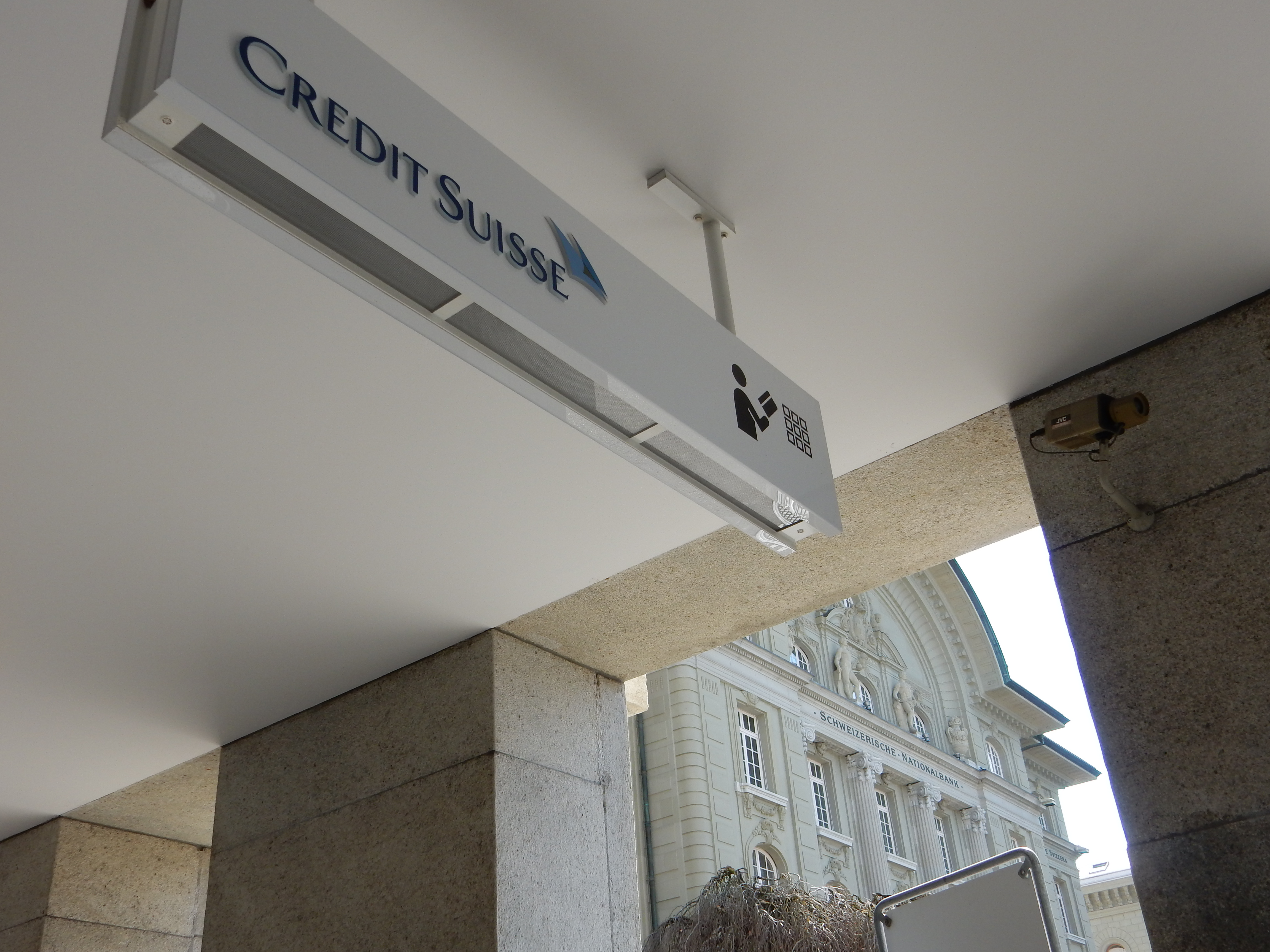
Die Nationalbank (hinten im Bild) unterstützte die Übernahme der Credit Suisse mit Liquiditätshilfe.

Anfang Oktober 2022 wurde bekannt, dass die Credit Suisse für das Hotel Savoy Baur en Ville am Zürcher Paradeplatz einen Käufer suchte. Ende Oktober 2022 kündigte die Credit Suisse einen Stellenabbau von rund 9000 Arbeitsplätzen bis Ende 2025 an, davon würden 2700 bereits bis Ende 2022 wegfallen. Seither zogen Kunden weltweit in grossem Umfang Einlagen und verwaltete Vermögen aus der Bank ab. Die Netto-Abflüsse summierten sich im gesamten vierten Quartal 2022 auf 110,5 Milliarden Franken, im ersten Quartal 2023 auf 61,2 Milliarden Franken und im zweiten Quartal 2023 auf 39,2 Milliarden Franken. Trotz schwerwiegenden Verlusten durch den Archegos- und den Greensill-Skandal von 2021, weswegen der ehemalige Archegos-Vorstand der Erpressung sowie des Wertpapier- und Überweisungsbetrugs beschuldigt wurde, galt das Liquiditäts-Risiko der Schweizer Bank aber als nicht schwerwiegend.
Die Schweizerische Nationalbank (SNB) hatte frühzeitig eine Möglichkeit zur finanziellen Unterstützung offengelegt. Mitte März 2023 jedoch spitzte sich die Situation der Bank zu. Ihr Aktienkurs brach auf ein Allzeittief ein, nachdem Ammar Al Khudairy, der Präsident der grössten Aktionärin Saudi National Bank, in einem Interview erklärt hatte, die Beteiligung von knapp unter 10 % nicht erhöhen zu wollen, da 10 % aus regulatorischen Gründen das Maximum seien. Ausserdem benötige die Credit Suisse kein zusätzliches Kapital. Am 15. März 2023 erreichte der Aktienkurs mit 1.55 Franken den bis dahin tiefsten Wert, 2007 hatte die Aktie noch mehr als 90 Franken gekostet. Der Bankansturm nahm in den folgenden Tagen stark zu; vorwiegend online zogen Kunden Milliarden ab, nach Erinnerung der Vorsteherin des Eidgenössischen Finanzdepartements (EFD), Bundesrätin Karin Keller-Sutter, zwischen 10 und 17 Milliarden pro Tag. Am 16. März 2023 wurde bekannt, dass die Credit Suisse sich bis zu 50 Milliarden Franken ausserordentliche Liquiditätshilfe (Emergency Liquidity Assistance, ELA) von der SNB leihen wolle, das Darlehen sei voll durch erstklassige Vermögenswerte gesichert. Darauf wurde das langfristige Emittentenrating der Credit Suisse von der Ratingagentur DBRS Morningstar von «A» (kleines Risiko) auf «BBB» herabgestuft.
Am Sonntag, 19. März 2023 wurde bekanntgegeben, dass die UBS die Credit Suisse für insgesamt drei Milliarden Franken übernehme. Der Kaufpreis werde in eigenen Aktien bezahlt. Die Aktie der Credit Suisse blieb zunächst sowohl an der SIX als auch an der NYSE – dort als ADR – kotiert, und es fand Handel statt. Im Zuge der Übernahmeverhandlungen wurde von der Eidgenössischen Finanzmarktaufsicht (FINMA) behördlich verfügt, dass die dem Kernkapital zugerechneten AT-1-Anleihen durch die Credit Suisse vollständig abzuschreiben seien, wodurch sie wertlos wurden. Die FINMA stützte sich dabei auf die Emissionsprospekte der Anleihen, die dieses Vorgehen unter bestimmten Umständen erlaubten, sowie auf die Notverordnung des Bundesrates.

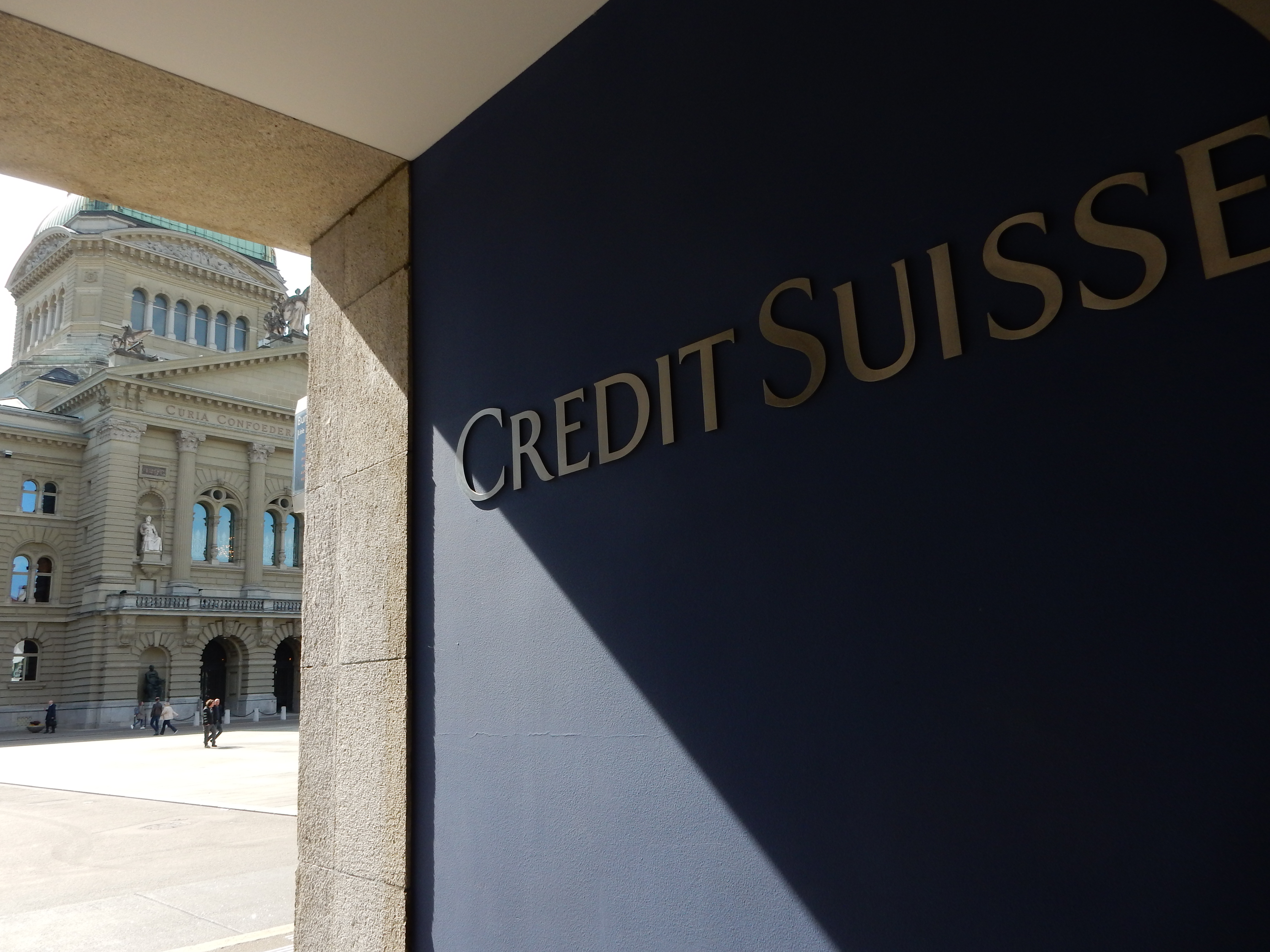
Im Bundeshaus (hinten) unterstützte der Bundesrat die finanzielle Übernahme der CS durch die UBS

Die Übernahme wurde mit Vermittlung des Bundesrates, der Schweizer Regierung, ausgehandelt; mit einem dringlichen Kredit wurde der UBS eine Ausfallgarantie über 9 Milliarden Franken bereitgestellt. Die Credit Suisse und die UBS konnten von der SNB ein mit einem Konkursprivileg zu deren Gunsten gesichertes, aber ohne staatliche Garantie des Bundes ausgestattetes Liquiditätshilfe-Darlehen (Emergency Liquidity Assistance ELA+) von bis zu 100 Milliarden Franken beziehen. Darüber hinaus, ebenfalls aufgrund der Notverordnung des Bundesrates, konnte die Nationalbank der Credit Suisse ein mit Konkursprivileg und einer Ausfallgarantie des Bundes gesichertes Liquiditätshilfe-Darlehen von bis zu 100 Milliarden Franken gewähren. Hierfür bezahlte die Credit Suisse dem Bund eine Bereitstellungsprämie in Höhe von 0,25 % pro Jahr bezogen auf die Gesamtsumme von 100 Milliarden Franken, auch bei Nicht-Inanspruchnahme. Im Fall der tatsächlichen Nutzung waren zusätzlich eine Risikoprämie von 1,5 % bezogen auf den geliehenen Betrag an den Bund sowie Zinsen an die Nationalbank zu bezahlen.
Die beiden dringlichen Kredite mussten vorgängig durch die Finanzdelegation der Eidgenössischen Räte genehmigt werden; sie bedurften der nachträglichen Genehmigung durch die Bundesversammlung, das Schweizer Parlament. Mehr als ein Viertel der Mitglieder des Nationalrats verlangte dafür die Einberufung einer ausserordentlichen Session. Diese fand am 11. und 12. April 2023 statt. Während der Ständerat die beiden Verpflichtungskredite nachträglich bewilligte, lehnte der Nationalrat dies zweimal ab; das Geschäft war damit erledigt. Ob dieser Entscheid des Parlaments eine rechtliche Wirkung hat, bleibt umstritten.
Siehe auch: Ausserordentliche Session der eidgenössischen Räte zur Übernahme der Credit Suisse durch die UBS
Am 12. Mai 2023 nahm UBS-Chef Sergio Ermotti beim SwissMediaForum in Luzern erstmals öffentlich Stellung zur Übernahme. Er stellte fest, die finanziellen Probleme der Credit Suisse hätten sich bereits «in den letzten sechs, sieben Jahren» abgezeichnet, schwieg aber auf die Nachfrage, ob er schon damals an eine Übernahme gedacht habe. Er räumte ein, dass harte Wochen und Monate bevorstünden, weil die CS weiterhin Kunden und Mitarbeiter verliere und sich die Erträge der Grossbank auf 11 Milliarden, die Kosten aber auf 14 Milliarden Franken beliefen, sagte jedoch, bezüglich der Geldabflüsse habe sich die Situation «stabilisiert». Und er zeigte sich dennoch optimistisch, dass die Übernahme, bei der alle Optionen auf dem Tisch lägen, zu einer «Erfolgsstory für die UBS und die Schweiz» werde und dass es nicht zu Verlusten für die Steuerzahler kommen sollte. Am 11. August 2023 gab die UBS denn auch bekannt, dass sie auf die Garantien des Bundes für die Liquiditätshilfe und die Verlustrisiken verzichte; damit trugen die Steuerzahler keine Risiken mehr. Der Bund erzielte aus den Garantien Einnahmen von rund 200 Millionen Franken.
Per 31. Mai 2023 wurde die Credit Suisse (zugunsten der Helvetia Versicherungen) aus dem MSCI Global Standard Index genommen und in den MSCI Small Cap Index aufgenommen.
Am 12. Juni 2023 wurde die Credit Suisse Group AG von der UBS Group AG als Tochtergesellschaft übernommen. Die Aktie der Credit Suisse Group AG wurde per 13. Juni 2023 an den Börsen dekotiert. Die Credit Suisse (Schweiz) AG wurde durch die Übernahme zu einer Konzerngesellschaft der UBS Group AG.
Die Credit Suisse Group AG war eine der 30 global systemrelevanten Grossbanken, die vom Finanzstabilitätsrat (FSB) als systemisch bedeutsames Finanzinstitut (systemically important financial institution) eingestuft wurden. Sie unterlag damit einer besonderen Überwachung und strengeren Anforderungen an die Ausstattung mit Eigenkapital. Die Aufsichtsfunktion nahm die Eidgenössische Finanzmarktaufsicht (FINMA) wahr.
Die Credit Suisse (Schweiz) AG wurde durch die Übernahme zu einer Konzerngesellschaft der UBS Group AG, ebenso die Credit Suisse AG. Der rechtliche Abschluss der Integration der Geschäfte der Credit Suisse (Schweiz) AG in die UBS Switzerland AG wurde am 1. Juli 2024 bekannt gegeben.

### Parlamentarische Untersuchungskommission
Am 8. Juni 2023 setzte die Bundesversammlung eine Parlamentarische Untersuchungskommission «zur Untersuchung der Geschäftsführung der Behörden im Zusammenhang mit der Notfusion der Credit Suisse mit der UBS» ein. Der Bericht wurde am 20. Dezember 2024 veröffentlicht.

## Unternehmensleitung

### Credit Suisse AG
| Name             | Funktion                                                                                                   | seit |
| ---------------- | --- | ---- |
| Lukas Gähwiler   | Präsident, Vorsitzender Governance, Nominations and Compensation Committee und Mitglied Risk Committee     | 2023 |
| Jeremy Anderson  | Vizepräsident, Vorsitzender Audit Committee und Mitglied Governance, Nominations and Compensation Committe | 2019 |
| Michelle Bereaux | Mitglied Audit Committee                                                                                   | 2023 |
| Clare Brady      | Mitglied Audit und Risk Committee                                                                          | 2021 |
| Mark Hughes      | Vorsitzender Risk Committee                                                                                | 2023 |
| Stefan Seiler    | Mitglied Governance, Nominations and Compensation Committee                                                | 2023 |

| Name                         | Funktion                                                                                          |
| ---------------------------- | ------------------------------------------------------------------------------------------------- |
| Ulrich Körner                | Chief Executive Officer                                                                           |
| Geschäftsdivisionen/Regionen |                                                                                                   |
| Michael Ebert                | Leiter Credit Suisse für die Investment Bank, und Leiter Americas für die Investment Bank der UBS |
| André Helfenstein            | CEO Credit Suisse (Schweiz) AG, CEO Region Schweiz                                                |
| Mike Rongetti                | CEO Credit Suisse Asset Management                                                                |
| Yves-Alain Sommerhalder      | Leiter Wealth Management und Leiter EMEA                                                          |
| Corporate Functions          |                                                                                                   |
| Christine Graeff             | Global Head of People                                                                             |
| Simon Grimwood               | Chief Financial Officer                                                                           |
| Isabelle Hennebelle          | Chief Operating Officer                                                                           |
| Claude Honegger              | Chief Technology Officer                                                                          |
| Nita Patel                   | Chief Compliance Officer                                                                          |
| Jake Scrivens                | General Counsel                                                                                   |
| Damian Vogel                 | Chief Risk Officer                                                                                |

### Credit Suisse Group AG
Ehemalige Mitglieder im Verwaltungsrat der Credit Suisse Group AG:

| Verwaltungsrat             | von  | bis  |
| -------------------------- | ---- | ---- |
| Mirko Bianchi              | 2022 | 2023 |
| Keyu Jin                   | 2022 | 2023 |
| Axel P. Lehmann            | 2021 | 2023 |
| Blythe Masters             | 2021 | 2023 |
| Richard Meddings           | 2021 | 2023 |
| Shan Li                    | 2019 | 2023 |
| Ana Paula Pessoa           | 2019 | 2023 |
| Seraina Macia (Maag)       | 2015 | 2023 |
| Iris Bohnet Zürcher        | 2012 | 2023 |
| Michael Klein              | 2018 | 2022 |
| Kai S. Nargolwala          | 2013 | 2022 |
| Severin Schwan             | 2014 | 2022 |
| Juan Colombas Calafat      | 2021 | 2022 |
| António Horta-Osório       | 2021 | 2022 |
| Urs Rohner                 | 2009 | 2021 |
| John Ivan Tiner            | 2009 | 2021 |
| Joaquin Joseph Ribeiro     | 2016 | 2021 |
| Andreas Gottschling        | 2017 | 2021 |
| Alexander Gut              | 2016 | 2020 |
| Andreas Niklaus Koopmann   | 2009 | 2019 |
| Alexandre Zeller           | 2017 | 2019 |
| Richard E. Thornburgh      | 2006 | 2018 |
| Noreen Doyle               | 2004 | 2017 |
| Jean Edmond Lanier         | 2005 | 2017 |
| Jassim Hamad J.J. Al Thani | 2010 | 2017 |
| Sebastian Thrun            | 2014 | 2016 |
| Anton van Rossum           | 2005 | 2015 |
| Jean-Daniel Gerber         | 2012 | 2015 |
| Peter Brabeck-Letmathe     | 1997 | 2014 |
| Aziz R.D. Syriani          | 1998 | 2014 |
| Walter B. Kielholz         | 1999 | 2014 |
| David W. Syz               | 2004 | 2014 |
| Robert H. Benmosche        | 2010 | 2014 |
| Hans-Ulrich Doerig         | 2003 | 2012 |
| Peter F. Weibel            | 2004 | 2012 |

|  | Konzernleitung                                       | Konzernleitung | Präsident des Verwaltungsrats | Präsident des Verwaltungsrats |
|  | ---------------------------------------------------- | -------------- | ----------------------------- | ----------------------------- |
|  | Eberhard Ernst Reinhardt                             | 1963–1973      | Felix Wilhelm Schulthess      | 1963–                         |
|  | Heinz R. Wuffli                                      | 1973–1977      |                               |                               |
|  | Rainer E. Gut                                        | 1977–1982      |                               |                               |
|  | Robert A. Jeker                                      | 1983–1993      |                               |                               |
|  | Robert A. Jeker                                      | 1983–1993      | Rainer E. Gut                 | 1986–2000                     |
|  | Josef Ackermann                                      | 1993–1996      | Rainer E. Gut                 | 1986–2000                     |
|  | Lukas Mühlemann                                      | 1997–2002      | Rainer E. Gut                 | 1986–2000                     |
|  | Lukas Mühlemann                                      | 1997–2002      | Lukas Mühlemann               | 2000–2002                     |
|  | Oswald Grübel (2002–2004 gemeinsam mit John J. Mack) | 2002–2007      | Lukas Mühlemann               | 2000–2002                     |
|  | Oswald Grübel (2002–2004 gemeinsam mit John J. Mack) | 2002–2007      | Walter Kielholz               | 2003–2009                     |
|  | Brady W. Dougan                                      | 2007–2015      | Walter Kielholz               | 2003–2009                     |
|  | Brady W. Dougan                                      | 2007–2015      | Hans-Ulrich Doerig            | 2009–2011                     |
|  | Brady W. Dougan                                      | 2007–2015      | Urs Rohner                    | 2011–2021                     |
|  | Tidjane Thiam                                        | 2015–2020      | Urs Rohner                    | 2011–2021                     |
|  | Thomas Gottstein                                     | 2020–2022      | Urs Rohner                    | 2011–2021                     |
|  | Thomas Gottstein                                     | 2020–2022      | António Horta-Osório          | 2021–2022                     |
|  | Ulrich Körner                                        | 2022–2023      | Axel P. Lehmann               | 2022–2023                     |

Rainer E. Gut war von 2000 bis 2023 Ehrenpräsident der Credit Suisse.

## Monetarium – Die Numismatikabteilung der Credit Suisse
Die Numismatik spielte bei der Schweizerischen Kreditanstalt (SKA) bereits Anfang der 1960er Jahre eine Rolle. In der Wechselstube des Hauptsitzes an der Bahnhofstrasse, die der Devisen-Abteilung unterstellt war, wurde neben dem An- und Verkauf mit Goldbarren und kuranten Goldmünzen immer mehr Aufmerksamkeit auch demjenigen von Sammler-Stücken geschenkt. Es wurde ein Münzen-Lager aufgebaut, im Mai 1963 verschickte die SKA als eine der ersten Schweizer Banken eine Lagerliste mit Goldmünzen und Goldmedaillen der Neuzeit. Zunächst befand sich das Monetarium in der St. Peterstrasse 17 in Zürich, später zog es in die Bahnhofstrasse 89. In den folgenden Jahrzehnten etabliert sich der Name Monetarium fest in der numismatischen Szene und geniesst den Ruf, diskret an den Münzauktionen der Welt teilnehmen zu können.
Das Monetarium war Mitglied im Verband Schweizerischer Münzhändler und in der IAPN (International Association of Professional Numismatists). Heute befindet sich die Monetarium GmbH in der Hand privater Anteilseigner und beschäftigt sich hauptsächlich mit der Digitalisierung der Numismatik.

## Logo

Schriftzug als Logo der Credit Suisse, 1997–2006

Auf das erste Signet der SKA von 1856 – schwungvoll geschriebener Schriftzug SKA – folgte 1930 ein Geldmünzensymbol mit 20 Sternen für die Zweigniederlassungen und den Hauptsitz. 1940 folgte ein ebenso rundes Logo mit den Kürzeln SKA – CS – SCB – CS. 1952 wurde erstmals ein Bild zum neuen Markenzeichen: es zeigt einen Anker als Symbol für Vertrauen, umrundet von Verankert im Vertrauen oben und Schweizerische Kreditanstalt unten. 1967 lancierte die Bank ihre erste systematische Werbekampagne. 1968 wurde aus einem breit angelegten Wettbewerb das Wermelinger-Kreuz als neues Logo gewählt. 1976 führte die SKA die Farben orange-rot und türkis-blau mit weiss ein. 1997 wurde das Wermelinger-Kreuz entfernt und der Schriftzug allein als Logo genutzt. 2006 führte die Credit Suisse anlässlich ihres 150-jährigen Bestehens das Logo mit den zwei Segeln ein.

## Kritik

### Holocaust-Entschädigungen
1997 richtete die Credit Suisse zusammen mit dem Schweizerischen Bankverein und der Schweizerischen Bankgesellschaft (1998 zur UBS fusioniert) auf internationalen Druck hin einen Fonds zur Entschädigung von Holocaust-Opfern ein. Den Banken wurde vorgeworfen, Guthaben im Wert von mehreren hundert Millionen US-Dollar zu lagern, die deutsche Nationalsozialisten jüdischen Bürgern geraubt und in der Schweiz deponiert hätten. Siehe auch Verfahren um jüdische Vermögen bei Schweizer Banken.
Im Januar 2025 wurde bekannt, dass ein Untersuchungskomitee des US-Senats feststellte, dass bei früheren Ermittlungen zu Konten der Nazis während des Zweiten Weltkriegs Informationen verschwiegen worden seien. Neu entdeckte historische Dokumente würden beweisen, dass damalige Kontoinhaber der einstigen Schweizer Grossbank Credit Suisse Verbindungen zu den Nazis gehabt hätten.

### Strafe der Vereinigten Staaten wegen Beihilfe zur Steuerhinterziehung
Zur Beilegung eines Steuerstreits zahlte Credit Suisse im Jahr 2014 eine Strafe von 2,6 Milliarden US-Dollar an das Justizministerium der Vereinigten Staaten. Angeblich hätten Bankmitarbeiter in 22'500 Fällen Kunden geholfen, Finanzmittel in Höhe von 7 bis 10 Milliarden US-Dollar vor der Steuerbehörde der Vereinigten Staaten zu verstecken. Es war bis dato das höchste Bussgeld in der Schweizer Bankengeschichte.

### Mosambik-Geheimkredit-Skandal
Im Jahr 2016 wurde ein Kreditskandal in Mosambik öffentlich. Im Jahr 2013 hatte die Credit Suisse London betrügerische Kreditgeschäfte mit Mosambik abgeschlossen. Die Credit Suisse war in diesen Skandal mit einem Milliardenkredit involviert. Drei ehemalige Investmentbanker der CS London wurden angeklagt. Sie sollen rund 200 Millionen US-Dollar zur persönlichen Bereicherung und für Bestechungszahlungen von den Krediten abgezweigt haben, die eigentlich zur Finanzierung von Fischereiprojekten in Mosambik gedacht waren. Im Oktober 2021 akzeptierte die Bank in einem Vergleich Strafzahlungen von insgesamt rund 475 Millionen US-Dollar, von denen knapp 100 Millionen Dollar an die SEC, rund 175 Millionen an das US-Justizministerium und 200 Millionen an die britische Finanzaufsicht FCA gingen.

### Greensill Capital
Die englisch/australische Bank Greensill Capital war auf die Finanzierung von Lieferketten spezialisiert. Die daraus entstandenen Forderungen wurden in Fonds verpackt und zu einem wesentlichen Teil über Credit Suisse vertrieben. Da sich die Finanzierungsgeschäfte der Greensill Capital auf wenige Kunden beschränkte, befürchtete der japanische Kreditversicherer Tokio Marine ein Klumpenrisiko und entschied, die am 1. März 2021 auslaufende Versicherungspolice nicht weiter zu verlängern. Dies führte wenige Tage später zur Insolvenz von Greensill Capital. Credit Suisse musste die gemeinsam betriebenen Fonds abwickeln und blieb auf erheblichen Verlusten sitzen.

### Archegos Capital
Im Juli 2021 wurde bekannt, dass die Bank rund 5 Milliarden Franken verloren hat, weil sich der Hedge-Fonds Archegos verspekulierte. Der CEO Thomas Gottstein und die vormalige Risikochefin Lara Warner seien erst kurz, bevor die Archegos-Katastrophe ihren Lauf nahm, über den Kunden und die Risikopositionen in der Höhe von rund 20 Milliarden Dollar informiert worden. Sie hätten vorher noch nie von einem Kunden namens Archegos Capital gehört. Aus einer internen Untersuchung der Bank gehe hervor, dass sie zwar keine kriminellen Handlungen von involvierten Bankern entdeckt habe, einige CS-Mitarbeiter ihre Kompetenzen aber massiv überschritten hätten. Zudem seien Auffälligkeiten nicht an die entscheidenden Stellen gemeldet worden. 23 Banker wurden daher sanktioniert, neun hätten die Bank verlassen. Die Boni der betreffenden Mitarbeiterinnen und Mitarbeiter seien einbehalten worden.

### Klima-Kontroverse
2007 kritisierten Menschenrechts- und Umweltschutzorganisationen die Credit Suisse, da sie zusammen mit weiteren Banken den Börsengang des malaysischen Holzkonzerns Samling in Hongkong finanzierte. Umweltschützer werfen Samling die Zerstörung von Regenwäldern und illegalen Holzschlag vor und fordern, dass die Credit Suisse die schätzungsweise 10 Millionen Dollar Gewinn aus dem Geschäft für den Schutz der Regenwälder bereitstellt. Die Credit Suisse vertritt den Standpunkt, diese Geschäftsbeziehung umfassend überprüft zu haben, insbesondere im Hinblick auf nachhaltige Waldbewirtschaftung und die Einhaltung der lokalen Umweltbestimmungen durch Samling.
Seit Ende 2016 steht die Credit Suisse wegen ihrer Mitfinanzierung und Beratung der Betreiber-Firmen der umstrittenen Dakota Access Pipeline (DAPL) in der Kritik. Die Pipeline von North Dakota nach Illinois führt durch die Stammesgebiete der Sioux; bei einem Leck besteht die Gefahr, dass das Trinkwasser der Region verschmutzt wird. Ein Beitrag der Informationssendung 10 vor 10 vom 22. Februar 2017 deckte auf, dass die Credit Suisse eine Schlüsselrolle bei der Finanzierung der DAPL bzw. der Firmen dahinter spielt. Die Credit Suisse betont, dass sie nicht an der Projektfinanzierung der Dakota Access Pipeline beteiligt sei, aber wie zahlreiche andere Banken Geschäftsbeziehungen mit Unternehmen unterhält, die am DAPL-Projekt beteiligt sind. Andere Finanzinstitute wie die norwegische Bank DNB und die holländische ABN AMRO haben aufgrund der Kritik an dem Projekt bezüglich Menschenrechte und Umwelt ihre Geschäftsbeziehungen mit den beteiligten Firmen aufgelöst.
Die Credit Suisse versprach während der Generalversammlung 2015, Geschäfte mit dem indonesischen Konzern Asia Pacific Resources International (April) künftig scharf zu überprüfen. Der Papierhersteller ist in Raubbau von Regenwäldern in Indonesien verwickelt. Vier Monate nach dieser Ankündigung wurde bereits der nächste 50-Millionen-Kredit gesprochen. Dies, obwohl sich im Sommer 2015 in Indonesien riesige Brände ausbreiteten. Gemäss Dokumenten aus den Paradise Papers vergab die Credit Suisse 2005, 2007, 2010, 2011, 2013 und 2015 Kredite an April. Die Summen betragen üblicherweise 50 Millionen Dollar pro Transaktion. Die Darlehen fliessen zur Steueroptimierung durch ein Netz von Offshorefirmen.
Laut einer Studie der Stiftung Brot für alle habe keine andere Bank so viel zur Finanzierung des Palmölgeschäfts beigetragen wie die Credit Suisse, vorwiegend durch die Investmentbank, die den Unternehmen beim Beschaffen von Kapital behilflich war. So seien durch Unterstützung der Credit Suisse 900 Millionen US-Dollar zu den untersuchten Palmölproduzenten und -verarbeitern geflossen, obwohl sich die Bank in Nachhaltigkeitsstandards zu Rücksicht gegenüber Gesellschaft und Umwelt verpflichtet habe.
Mit dem Konsortium Nordic Wind Power DA besitzt die Credit Suisse zusammen mit der BKW 40 % des Windparks Fosen Vind in Norwegen; dieser ist ein Joint Venture mit Statkraft. Kritisiert wird der Umgang mit den indigenen Samen.

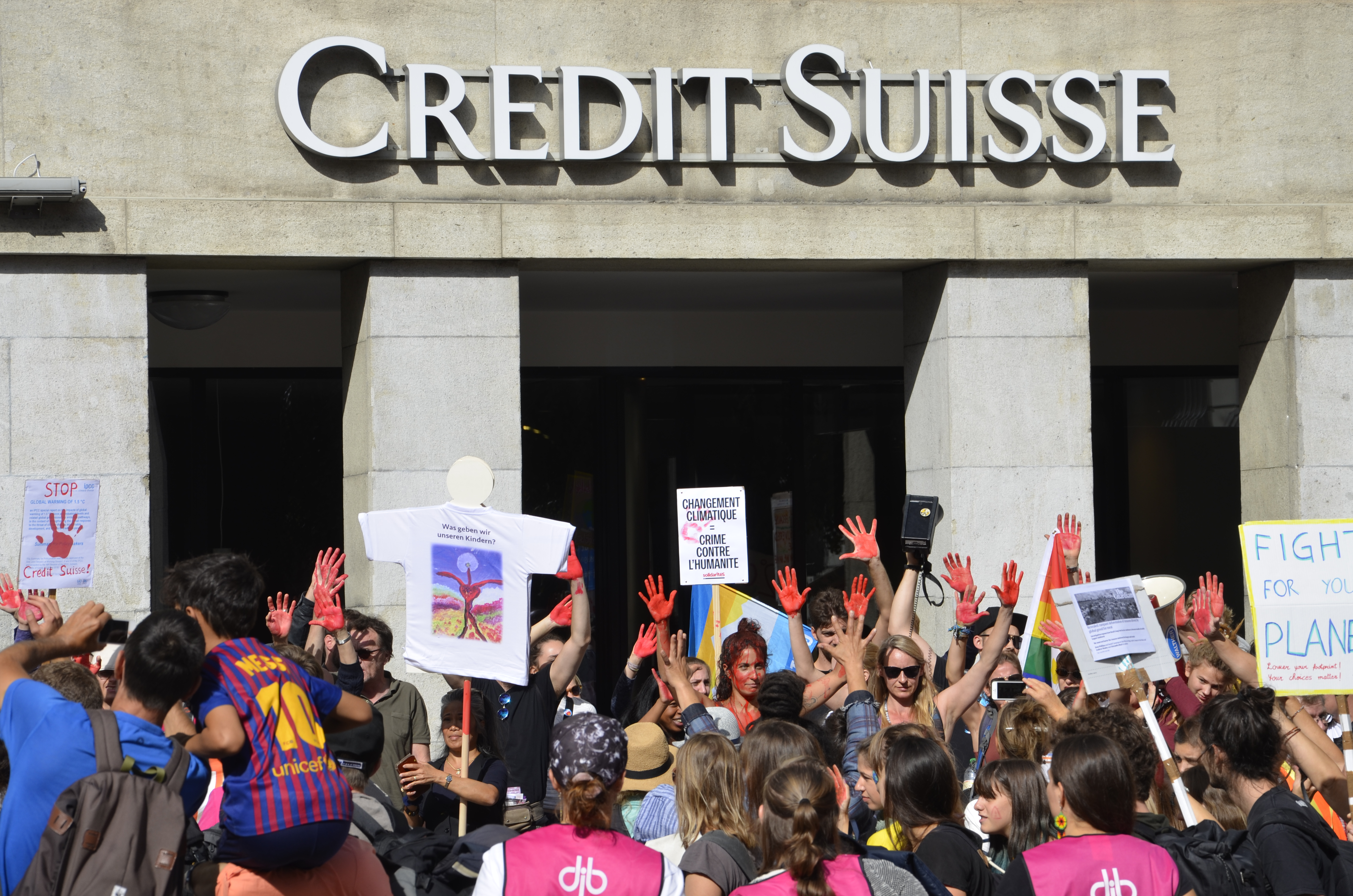
Protest vor der Credit Suisse auf dem Bundesplatz Bern im Rahmen einer Klimakundgebung 2019

Im Zuge des Klimawandels und der Klimastreikbewegung wurde die Credit Suisse kritisiert, weil sie viel Geld in fossile Energien investiert. Die CS stellte in einem undatierten Dokument fest: «Die Credit Suisse anerkennt ihre Mitverantwortung bei der Bekämpfung des Klimawandels, indem sie den Übergang zu einer kohlenstoffarmen und klimaresistenten Wirtschaft unterstützt.»
Am 22. November 2018 protestierten zwölf Klimastreiker während eineinhalb Stunden in einer Filiale der CS in Lausanne. Als Tennisspieler verkleidet, kritisierten sie die «Heuchelei einer Bank, die sich in ihren Kampagnen des positiven Ansehens von Roger Federer bedient und gleichzeitig eine umweltschädliche Investitionspolitik verfolgt». Die Bank erstattete Anzeige wegen Hausfriedensbruch, und es kam zum Prozess zum Lausanner Klimaprotest vom 22. November 2018. Im Januar 2020 wurden die streikenden Personen von einem Einzelrichter freigesprochen. Dieser befand, das Vorgehen der Aktivisten sei angesichts der Klimakatastrophe «notwendig und angemessen» gewesen. Das Urteil wurde von Strafrechtsexperten scharf kritisiert. Die Staatsanwaltschaft legte Rekurs ein. Der Freispruch wurde im September 2020 von der nächsthöheren Instanz, dem Waadtländer Kantonsgericht, aufgehoben und in Geldstrafen umgewandelt.

### Suisse Secrets
Im Februar 2022 berichtete die Süddeutsche Zeitung von einem Datenleck von über 30'000 Kunden aus den 1940er-Jahren bis weit in das vergangene Jahrzehnt. Die Daten wurden der Zeitung anonym übermittelt. Nach Auswertung mithilfe der OCCRP wurde offengelegt, dass unter den Kunden auch Kriminelle, umstrittene Staatschefs und korrupte Beamte waren, obwohl Schweizer Banken laut Gesetzgebung keine Gelder, die aus kriminellen Geschäften stammen könnten, annehmen dürfen. Bei einem Verdacht, dass das Vermögen aus Straftaten stammen könnte, müssen sie dies den Behörden melden. Bei ausländischen Politikern und ihren Familien muss die Herkunft der Gelder geprüft werden. Die Ergebnisse aus den Recherchen wurden unter dem Namen Suisse Secrets veröffentlicht.

### Betrugsverfahren in Frankreich
Im Oktober 2022 schloss Credit Suisse einen Vergleich mit französischen Behörden und stimmte einer Geldstrafe in Höhe von 238 Millionen Euro zu. CS war vorgeworfen worden, zwischen 2005 und 2012 Kunden in mehreren Ländern bei der Vermeidung von Steuerzahlungen geholfen zu haben. Mit der Strafzahlung sei kein Schuldeingeständnis verbunden.

### Anklage wegen Geldwäsche im Drogenhandel
Im Dezember 2020 wurde von der Bundesanwaltschaft eine Anklage wegen Geldwäsche für einen bulgarischen Drogenhändlerring gegen die Credit Suisse erhoben. Der Vorfall soll sich von 2004 bis 2008 ereignet haben. Der Prozess begann am 7. Februar 2022. Am 27. Juni 2022 verurteilte das Bundesstrafgericht die Bank zu einer Strafzahlung von zwei Millionen Franken und die betreffende Kundenberaterin der Credit Suisse zu einer bedingten Geldstrafe und bedingten Freiheitsstrafe von 20 Monaten. Die Bank kündigte Berufung gegen das Urteil an. Gemäss SRF-News hat Credit Suisse von 2012 bis 2022 insgesamt etwa zwölf Milliarden Franken für Bussen, Vergleichs- und Schadenersatzzahlungen bezahlt, so viel wie keine andere Schweizer Bank in diesem Zeitraum.

## Film
- Simon Christen: Credit Suisse – Anatomie eines Skandals. In: Reporter, SRF 1. 13. Oktober 2019 (26 min, teilweise Schweizerdeutsch).
- Simon Christen, Liz Horowitz, Karin Bauer: Das Ende der Credit Suisse – Von Verantwortung, Schuld und Wut. In: DOK, SRF 1. 6. April 2023 (51 min, teilweise Schweizerdeutsch).
- Zusammenbruch der Credit Suisse – Finanzplatz Schweiz unter Druck. In: SRF DOK, 13. März 2025 (50 Min.; mit Text).
- Simon Helbling: Game Over – Der Fall der Credit Suisse. Contrast Film/Kinescope Film, 2025.[110][111]